# Îlot de Cal
L'îlot de Cal ou îlot de Baixo (en portugais Ilhéu da Cal) est l'un des six îlots situés à moins de 400 mètres de la rive de l'île de Porto Santo, faisant partie de l'archipel de Madère, région autonome du Portugal. Il se situe à l'extrême sud de Porto Santo et il est inhabité. 

## Géographie
L'îlot est le plus grand des six îlots de Porto Santo et sa superficie est d'un peu plus de 100 hectares. Son point culminant est à 178 mètres et l'îlot se caractérise par ses falaises. Il est un témoignage de l'histoire de l'archipel en raison des anciennes mines d'extraction de l'Oxyde de calcium (en portugais : cal d'où l'îlot tire son nom).
Il est recouvert d'arbustes, comme la laurisylve et de flore côtière typique de la Macaronésie. Avec tous les îlots de la région, il fait partie du parc naturel de Madère. L'écosystème de l'îlot est classé site naturel et protégé par le Réseau Natura 2000.
|              |
| Cartographie |

|              |
| Localisation |